# Katrina McClain
Pour les articles homonymes, voir McClain.
Katrin McClain, Katrin McClain Johnson née le 19 septembre 1965 à Charleston, est une joueuse de basket-ball américaine. Elle est double championne olympique, lors des jeux de Séoul en 1988 et d'Atlanta en 1996.

## Biographie
Elle est intronisée au FIBA Hall of Fame dans la promotion de 2023.

## Palmarès
Jeux olympiques
- Médaille d'or aux Jeux olympiques 1988
- Médaille d'or aux Jeux olympiques 1996
- Médaille de bronze aux Jeux olympiques 1992

Championnat du monde
- Médaille d'or au Championnat du monde 1986
- Médaille d'or au Championnat du monde 1990
- Médaille de bronze aux championnats du monde 1994

Jeux panaméricains
- Médaille d'or aux Jeux panaméricains de 1987
- Médaille de bronze aux Jeux panaméricains de 1991

Goodwill Games
- Médaille d'or aux Goodwill Games de 1986
- Médaille d'or aux Goodwill Games de 1990

Jeux universitaires
- Médaille d'argent aux Jeux universitaires 1985

### Distinctions personnelles
- Nommée au Women's Basketball Hall of Fame en 2006[2]
- Nommée USA Basketball's Female Athlete of the Year en 1988 et 1992
- Intronisée au FIBA Hall of Fame en 2023[1]

## Sources